# Fagus crenata
Fagus crenata, conhecida por faia-japonesa, é uma árvore de folha caduca pertencente à família Fagaceae, nativa do Japão.